# V672 Геркулеса
V672 Геркулеса (лат. V672 Herculis) — одиночная переменная звезда в созвездии Геркулеса на расстоянии (вычисленном из значения параллакса) приблизительно 14052 световых лет (около 4308 парсек) от Солнца. Видимая звёздная величина звезды — от +15,3m до +13,3m.
Открыта Куно Хофмейстером в 1949 году*.

## Характеристики
V672 Геркулеса — жёлто-белая пульсирующая переменная звезда типа RR Лиры (RR:) или (RRC)* спектрального класса F. Эффективная температура — около 6761 K.